# Bandicootråttor
Bandicootråttor (Bandicota) är ett släkte av jämförelsevis stora råttdjur som förekommer i södra och sydöstra Asien.

## Taxonomie
Till släktet räknas vanligen tre arter.
- Bandicota bengalensis, förekommer i norra Pakistan, Indien, södra Nepal, Bangladesh och Myanmar. Dessutom blev arten införd i andra sydostasiatiska stater.
- Bandicota indica, lever från Indien över Burma till sydöstra Kina. Den blev likaså införd i andra sydostasiatiska regioner.
- Bandicota savilei, hittas i södra Burma, Thailand, Kambodja och Vietnam.

Släktet räknas i underfamiljen Murinae till Rattus-gruppen.

## Beskrivning
Vuxna individer når en kroppslängd mellan 16 och 36 cm och därtill kommer en 13 till 28 cm lång svans. Vikten varierar vanligen mellan 200 och 545 gram men kan hos vissa individer vara 1500 gram. Pälsens färg på ovansidan kan vara grå, brun eller svart och undersidan är vitaktig. Svansen är bara glest täckt med hår. Framtänderna har en gul till orange färg. I den allmänna kroppsbyggnaden påminner de om vanliga råttor (Rattus).
Deras naturliga habitat är inte bra utredd då de är bra kulturföljare och numera lever i människogjorda miljö. Bandicootråttor gräver komplexa tunnelsystem som vanligen ligger 60 cm under markytan. Arterna är allätare men i människans närhet äter de främst grödor, frukter och potatis.
När beståndet i en begränsad region är lågt har varje individ sin egen bo, annars lever de tillsammans. Beroende på art och utbredningsområde kan honor vara aktiva hela året eller bara kort före den torra perioden. Tiden för dräktigheten är bara känd för B. bengalensis och är 17 till 21 dagar. Vanligen föds mellan 5 och 10 ungar per kull, ibland upp till 14. Ungarna dias ungefär en månad och två månader senare är de könsmogna.
Arternas kött äts i deras utbredningsområde av människor men allmänt betraktas de som skadedjur. Beståndet för alla tre arter är inte hotat och de listas av IUCN som livskraftiga (LC).